# John E. Pillsbury

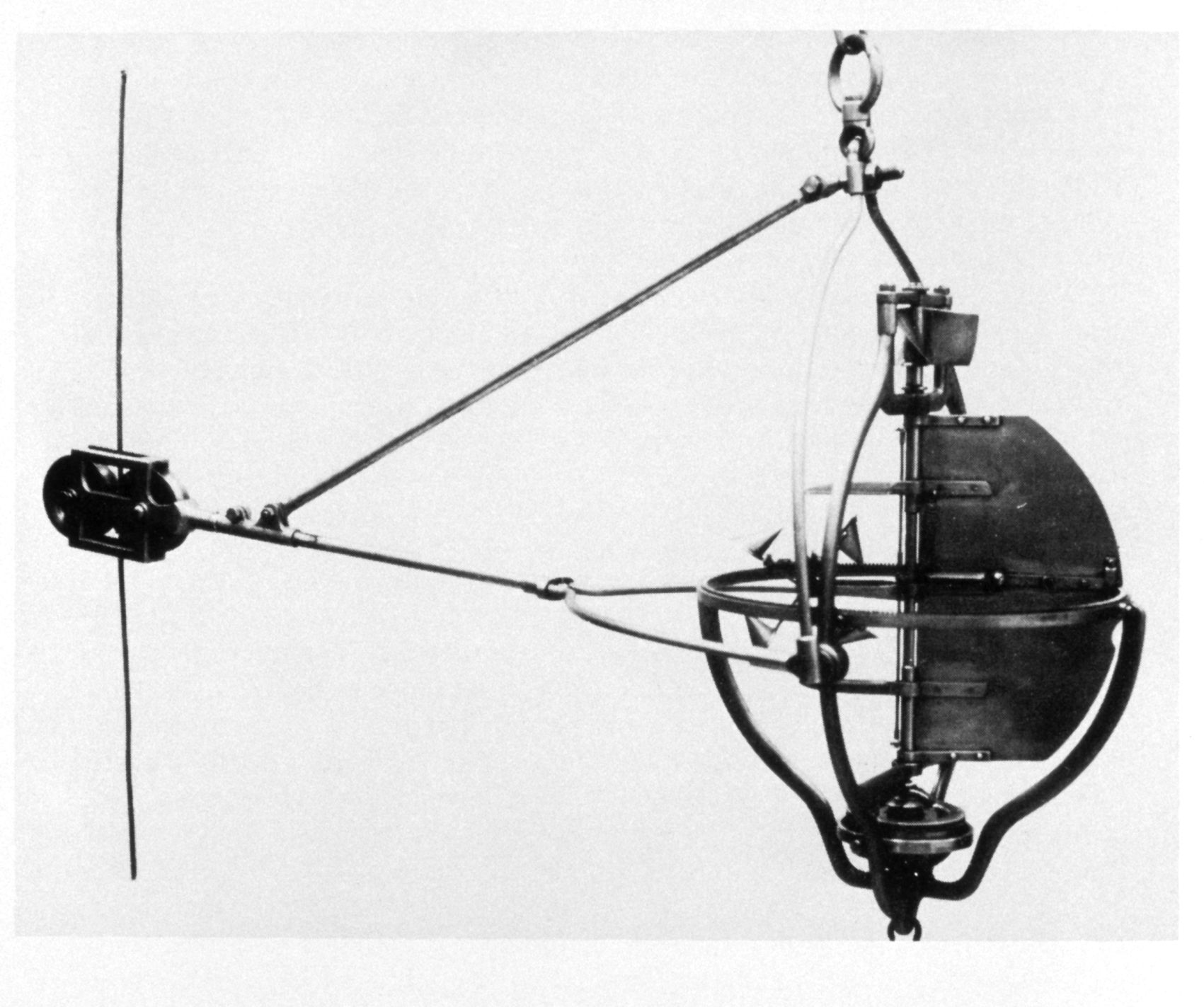
Mesurador de corrents, ideat el 1876 per Pillsbury i utilitzat en un estudi del Corrent de Golf. En 1885 aquest instrument va ser utilitzat en el l'Estret de Florida a una profunditat de 640 metres

John Elliott Pillsbury (15 desembre 1846 – 30 desembre 1919) era un Rere-Almirall en l'Armada dels Estats Units d'Amèrica.

## Biografia
Nascut en Lowell, Massachusetts, Pillsbury va ser contractat com midshipman (alt rang de militars de marina joves o "junior") en 1862 i va aconseguir ser oficial "ensign" en 1868. Després de servir en diverses destinacions a flotació i en terra, va comandar el vapor guardacostes Blake de 1884 a 1891 i va fer un excel·lent treball científic, utilitzant alguns dels seus instruments de recerca d'invenció pròpia. En la Guerra hispano-estatunidenca, va capitanejar el creuer dinamiter Vesuvius, operant al voltant de l'illa de Cuba i en la proximitat de Castell del Morro. En 1905 va servir com Cap de Personal de la Flota Atlàntica Del nord i durant 1908–09, fou Cap de l'Agència de Navegació.
Tot i que els assoliments del Rere-Almirall Pillsbury com a mariner i combatent eren notoris, és potser més conegut per haver-hi estat un dels grans geògrafs del món i una autoritat en el Corrent de Golf. Activament identificat amb la Societat Geogràfica Nacional durant molts anys, fou president de la societat fins al moment de la seva mort. Va ser enterrat en el Cementiri Nacional d'Arlington; la seva muller Florence va ser enterrada amb ell després que la seva mort en 1925.

## Epònims de Pillsbury
Dos bucs de l'Armada dels EUA han estat batejats USS Pillsbury en el seu honor. Pillsbury Sound, el cos d'aigua en les Illes Verges dels EUA entre St Thomas, St John, i el replanells que el limiten pel costat del nord, és també anomenat així en el seu honor.

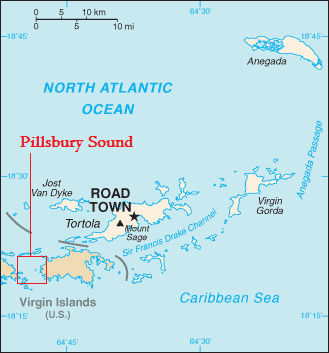
Localització de l'estret Pillsbury Sound